# Mychajło Sawka
Mychajło Stepanowycz Sawka, ukr. Михайло Степанович Савка, ros. Михаил Степанович Савка, Michaił Stiepanowicz Sawka (ur. 12 listopada 1962 w Szczepanowie) – ukraiński piłkarz, grający na pozycji pomocnika, a wcześniej obrońcy, trener piłkarski.

## Kariera piłkarska
Wychowanek klubu Henerator Bursztyn. Pierwszy trener Zinowij Horbaczewski. W 1980 rozpoczął karierę piłkarską w amatorskim zespole Karpaty Busztyna. Następnie kontynuował grę w drużynie Chimik Kałusz. W 1982 został zaproszony do trzecioligowego klubu Zirka Kirowohrad. Kolejnymi klubami w karierze piłkarza byli SKA Karpaty Lwów, Metałurh Zaporoże, Prykarpattia Iwano-Frankowsk, Bukowyna Czerniowce i Karpaty Lwów, którzy uczestniczyli wtedy w rozgrywkach Mistrzostw ZSRR. Na początku 1993 wyjechał za granicę, gdzie przez półtora roku występował w słowackim klubie Slobod Michalovce. Latem 1994 przyszedł do Chutrowyka Tyśmienica. Latem 1995 powrócił do Prykarpattia Iwano-Frankowsk. Potem bronił barw drugoligowych zespołów Krystał Czortków i Enerhetyk Bursztyn. W końcu 1999 zakończył karierę w FK Kałusz.

## Kariera trenerska
Po zakończeniu kariery zawodniczej trenował Techno-Centr Rohatyn. Kiedy klub został rozwiązany w 2004 przyszedł do Enerhetyka Bursztyn. Drużyna wtedy zdobyła tylko 2 pkt. Po zakończeniu sezonu klub zajął drugie miejsce, a tak jak zwycięzca Rawa Rawa Ruska zrezygnował z awansu, to awansował do pierwszej ligi. Potem pracował jako asystent trenera w Enerhetyku Bursztyn, a kiedy główny trener Mykoła Prystaj odszedł do Prykarpattia Iwano-Frankowsk w 2008 został zatrudniony na stanowisku głównego trenera. Wyprowadził drużynę ze strefy spadkowej, jednak po zakończeniu sezonu został zmieniony na Mykołę Prystaja. 29 września 2010 ponownie objął stanowisko głównego trenera Enerhetyka Bursztyn. 20 listopada 2010 po wygaśnięciu kontraktu przeniósł się do sztabu szkoleniowego Czornomorca Odessa, który prowadził jego przyjaciel Roman Hryhorczuk. Podczas przerwy zimowej sezonu 2014/15 razem z głównym trenerem Romanem Hryhorczukiem opuścił odeski klub.